# Ischnocnema hoehnei
Ischnocnema hoehnei är en groddjursart som först beskrevs av Lutz 1958.  Ischnocnema hoehnei ingår i släktet Ischnocnema och familjen Brachycephalidae. IUCN kategoriserar arten globalt som livskraftig. Inga underarter finns listade i Catalogue of Life.